# RKU – Universitäts- und Rehabilitationskliniken Ulm
Die RKU – Universitäts- und Rehabilitationskliniken Ulm gGmbH (bis 2006: Rehabilitationskrankenhaus Ulm) sind eines von drei Krankenhäusern auf dem Oberen Eselsberg in Ulm (neben dem Universitätsklinikum Ulm und dem Bundeswehrkrankenhaus Ulm). Es ist ein Haus der Maximalversorgung mit den Schwerpunkten Orthopädie und Neurologie. Gemeinsam mit der Akuttherapie im Klinikbereich vereint es außerdem die anschließende medizinische und berufliche Rehabilitation unter einem Dach.
Die neurologische und orthopädische Abteilung des RKU sind gleichzeitig Kliniken des Universitätsklinikums Ulm und sind daher in die praktische Ausbildung von Studierenden der Humanmedizin der Universität Ulm eingebunden.

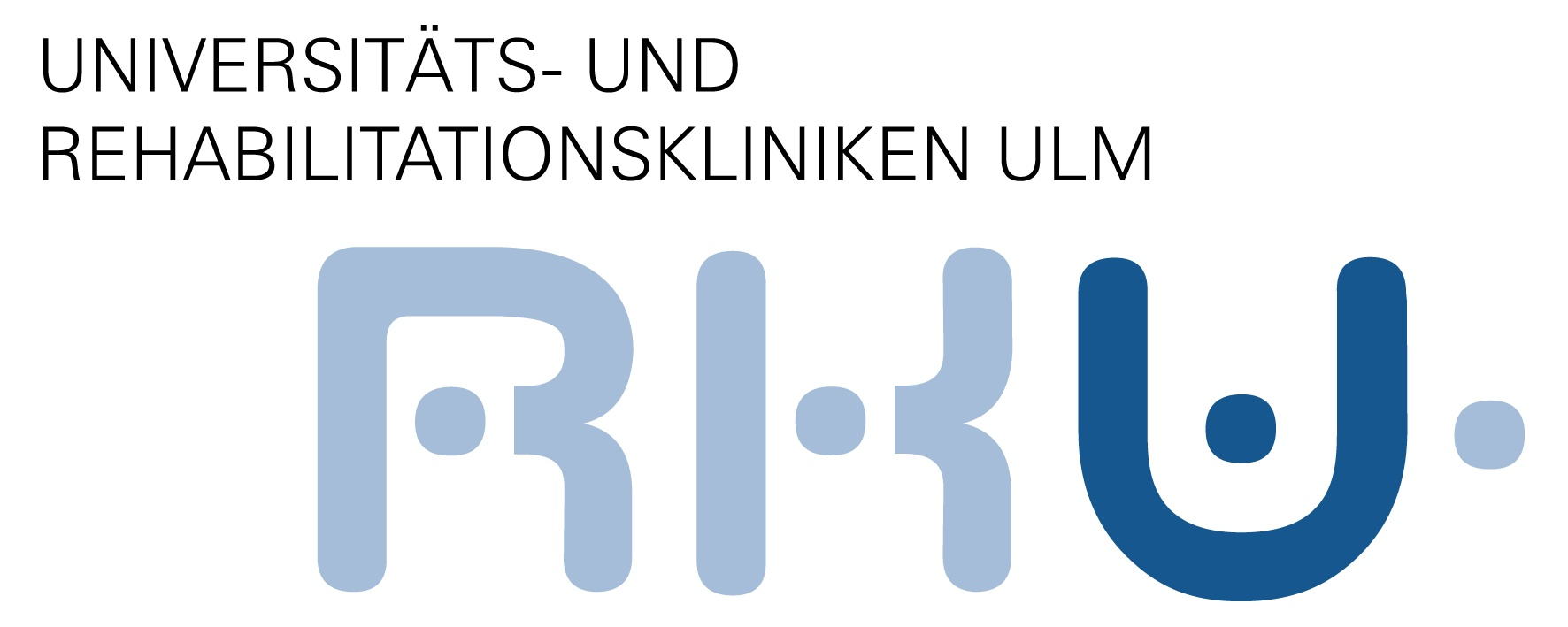

## Geschichte
Die Planungen für das RKU gehen auf das Jahr 1969 zurück, als der damalige Rektor der Universität Ulm die Einrichtung einer Rehabilitationsklinik für Unfallgeschädigte am Universitätsklinikum Ulm anregte. Auf diesen Vorschlag hin wurde ein Arbeitskreis aus Vertretern der Stadt Ulm, der Stiftung Rehabilitation Heidelberg, der Universität Ulm, der Landesversicherungsanstalt Baden-Württemberg, den Berufsgenossenschaften und dem Landesarbeitsamtes Baden-Württemberg ins Leben gerufen.
Durch den Bau des Rehabilitationskrankenhauses Ulm wurde zum einen dem Wunsch nach einer Nachsorgeklinik für die Universität Ulm entsprochen, zum anderen wurde der akuten Nachfrage nach neurologischen und orthopädischen Betten für das Universitätsklinikum Rechnung getragen. Der klinische Betrieb am RKU wurde im Jahr 1984 aufgenommen.
Am 6. Dezember 2006 wurde der Name des Krankenhauses durch Eintrag im Handelsregister Ulm von Rehabilitationskrankenhaus Ulm in RKU – Universitäts- und Rehabilitationskliniken geändert. Die Einrichtung verfügt heute über eine neurologische und eine orthopädische Abteilung (mit Querschnittgelähmtenzentrum), eine anästhesiologische Klinik, ein Zentrum für Integrierte Rehabilitation (ZIR) mit eigenem Wohnheimbereich, eine Röntgenabteilung und ein klinisches Labor. Mit rund 12.000 ambulanten und 3.500 stationären Patienten und 3.500 operativen Eingriffen in vier OP-Sälen gehört die orthopädische Klinik des RKU zu den größten und leistungsstärksten Einrichtungen ihrer Art in Deutschland. Das Haus steht unter einer gemeinsamen Trägerschaft der Sana Kliniken AG (50 %) und des Universitätsklinikums Ulm (50 %); Geschäftsführer ist seit 31. Januar 2023 Sadık Taştan, Leitender Ärztlicher Direktor ist der Orthopäde Heiko Reichel.

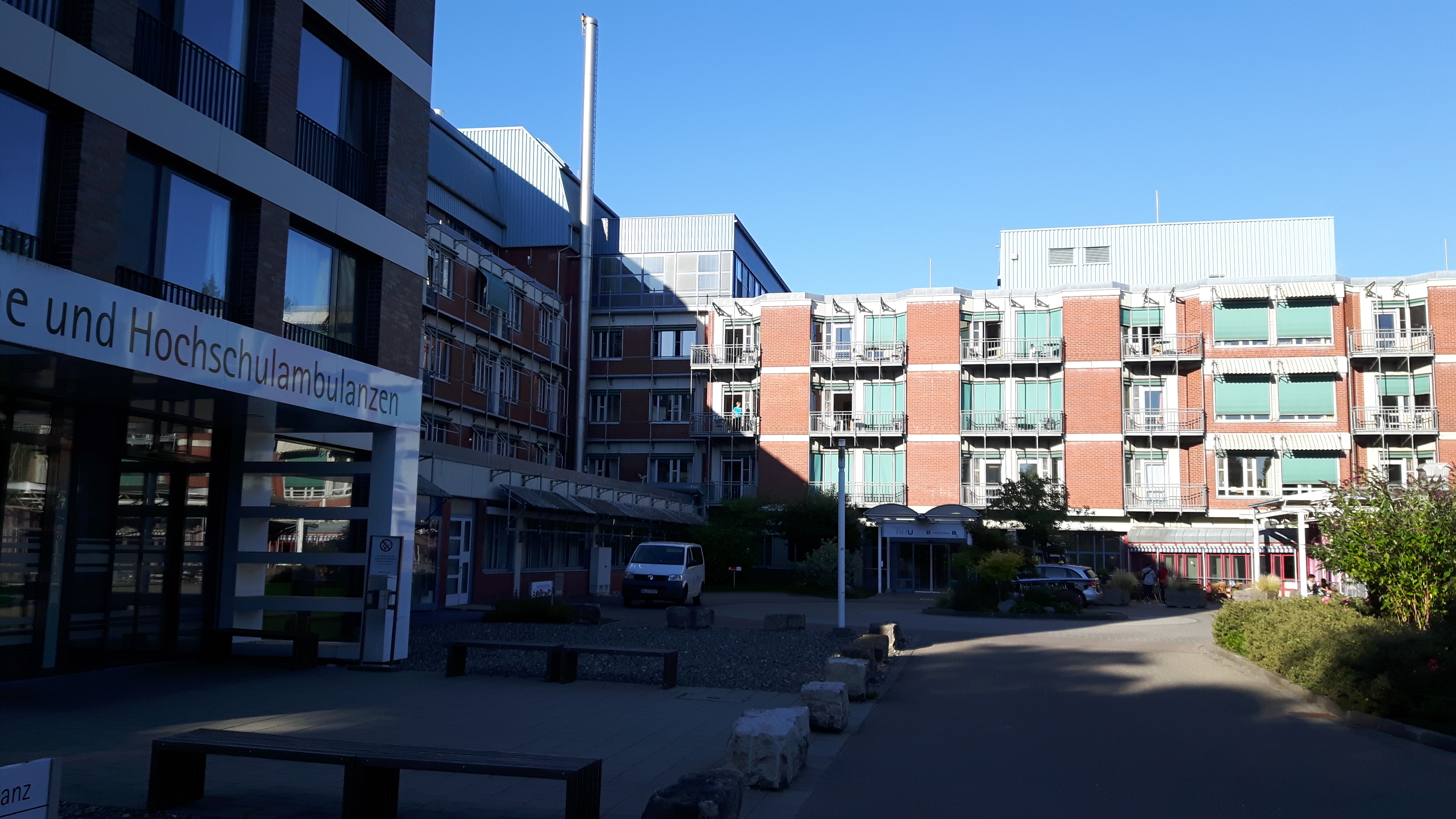
Hauptgebäude mit Haupteingang und Bettenhaus des RKU auf dem Ulmer Oberen Eselsberg.

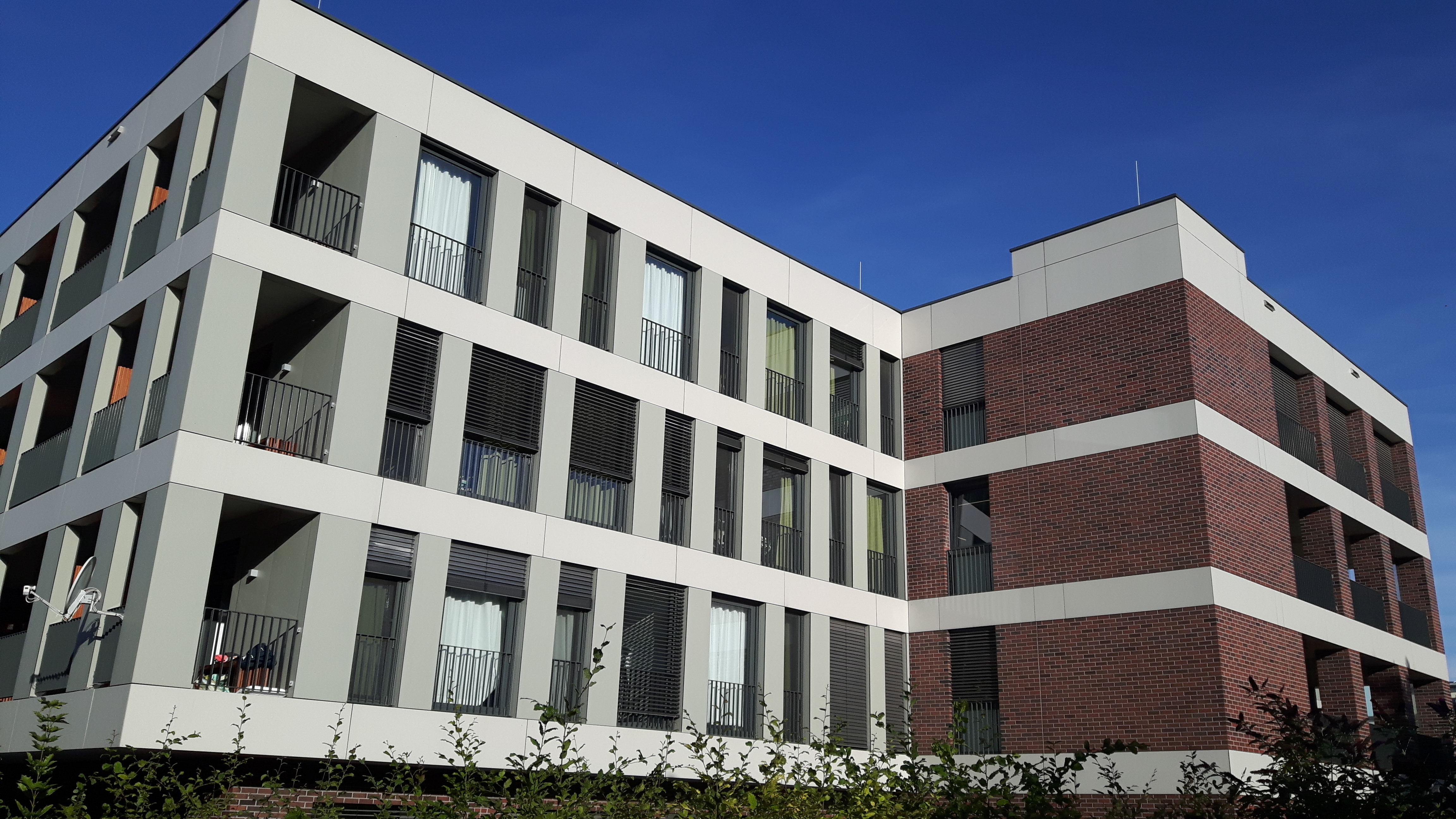
Erweiterungsbau des RKU aus dem Jahr 2011.

## Zahlen und Fakten
Quelle:

### Fallzahlen
Klinikbereich:
- stationär: ca. 7.100
- ambulant: ca. 19.700
- ganztägig ambulante Reha-Behandlung: ca. 700

Medizinische Rehabilitation:
- stationär: ca. 1.100

- ganztägig ambulante Reha-Behandlung: ca. 300

### Betten
- Klinikbereich: 268 Betten
- Medizinische Rehabilitation: 123 Betten
- ganztägig ambulante Reha-Behandlung: 60 Plätze
- Medizinisch-Berufliche Rehabilitation: 115 Plätze

### Mitarbeiter
- insgesamt: ca. 550
- davon Ärzte: ca. 90
- davon Pflegepersonal: ca. 200

## Klinikstruktur
- Orthopädische Universitätsklinik
  - Querschnittgelähmtenzentrum
  - Sektion Biochemie der Gelenks- und Bindegewebserkrankungen
- Neurologische Universitätsklinik
- Klinik für Anästhesiologie, Intensivmedizin und Schmerztherapie
  - Eigenblutbank
  - Immunhämatologisches Labor
  - Klinisches Zentrallabor

- Zentrum für Integrierte Rehabilitation (ZIR)
  - Klinik für Physikalische und Rehabilitative Medizin
  - Klinik für Neurogeriatrie und Neurologische Rehabilitation
  - Abteilung für Medizinisch-Berufliche Rehabilitation
  - Abteilung für Berufliche Rehabilitation
- Abteilung für Radiologie und Neuroradiologie
- Funktionsbereich Innere Medizin

## Berufliche Bildung
Die Berufliche Bildung am RKU vereint die Berufsförderung und berufliche Rehabilitation, die den Menschen beim Einstieg und Wiedereinstieg ins Arbeitsleben unterstützt.
2015 wurden die Berufsfachschulen Pflege gegründet. Hier werden zwei Mal jährlich Gesundheits- und Krankenpfleger (3 Jahre) sowie Gesundheits- und Krankenpflegehelfer (1 Jahr) ausgebildet.
Komplettiert wird die berufliche Bildung durch die RKU-Akademie, welche interne und externe Fort- und Weiterbildungen anbietet und so die Fachkompetenz der Mitarbeiter am RKU stärkt.